# Kunstmuseum Thurgau

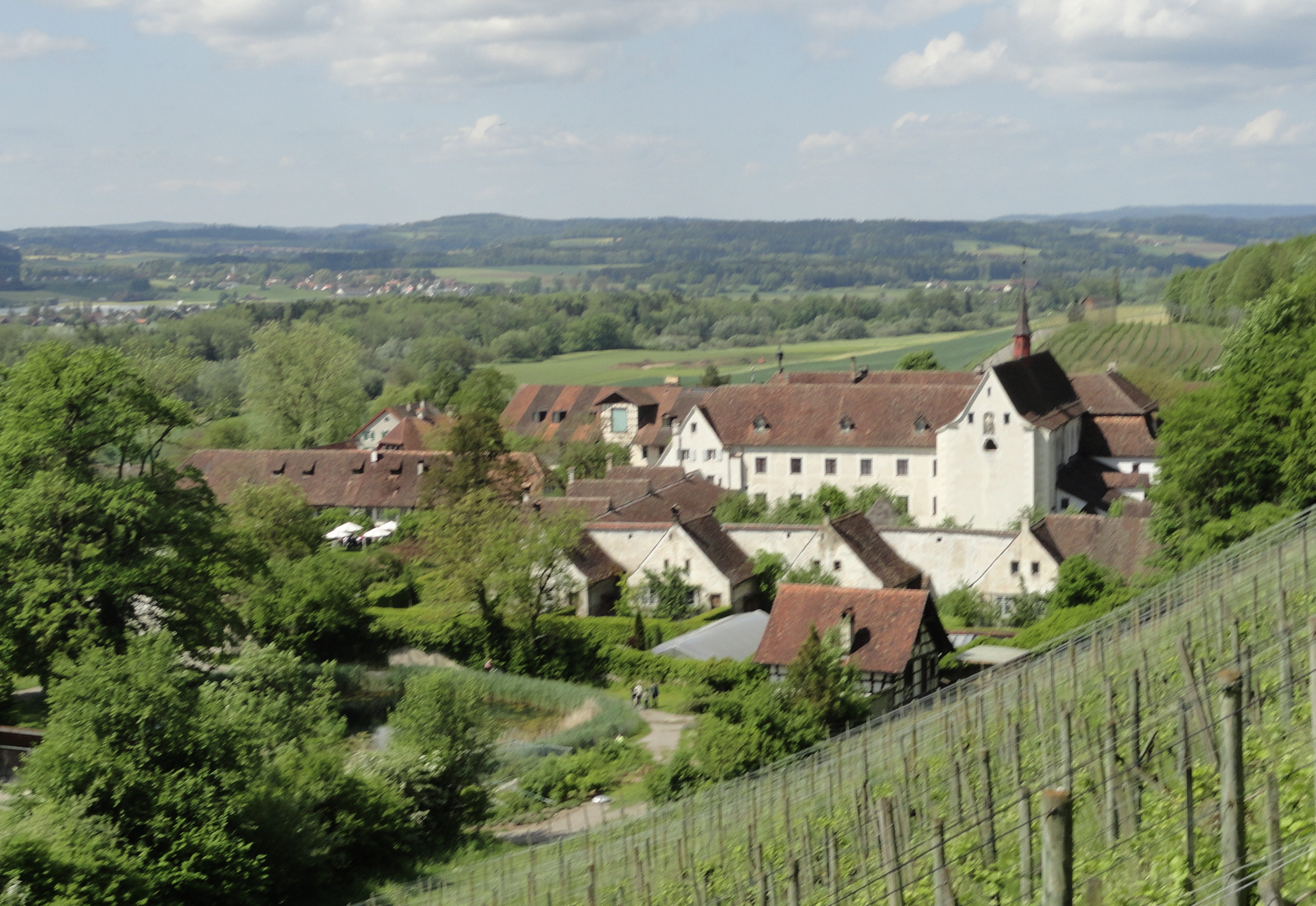
Kartause Ittingen, Ansicht von Nordosten

Das Kunstmuseum Thurgau ist seit 1983 in Teilen der Kartause Ittingen (Gemeinde Warth-Weiningen) im Kanton Thurgau untergebracht. Die Schwerpunkte der Sammlungs- und Ausstellungstätigkeit sind: Regionale Kunst der Bodenseeregion, internationale Aussenseiterkunst und internationale Projekte mit Bezug zum Ort des Museums.

## Geschichte
Die Sammlung des Kunstmuseums Thurgau ist ein Unterfangen der Regierung des Kantons Thurgau. Vorangegangen war die Sammlung des Thurgauischen Kunstvereins, der 1935 gegründet worden war. Die eigentliche Sammlungstätigkeit begann erst während des Zweiten Weltkriegs. Ab 1942 gab es einen Kunstkredit, der nicht nur dem Ankauf von Kunstwerken diente, sondern auch der allgemeinen Kunstförderung. Die Bilder wurden für die Öffentlichkeit im grossen Konferenzzimmer des Regierungsgebäudes ausgestellt (Ernst Kreidolf, Otto Schilt).
In den ersten Jahren wurden Kunstwerke ohne ein Konzept angekauft, die Bilder wurden als Schmuck von Büroräumen und öffentlichen Gebäuden angeschafft. 1957 erbte die Thurgauische Kunstgesellschaft den Nachlass des Malers Adolf Dietrich und später denjenigen des Malers Carl Roesch. Beide Nachlässe werden heute vom Kunstmuseum Thurgau betreut, ebenso seit 1995 der gesamte Nachlass des Malers Hans Krüsi, der sein Schaffen dem Kunstmuseum Thurgau vererbte. 2021 übernahm das Kunstmuseum ausserdem das Archiv des Kunstmalers Willi Oertig. Nachlässe zwingen ein Museum dazu, das Erbe professionell zu sichten und zu archivieren und wissenschaftliche Projekte durchzuführen. Deshalb verfügt das Kunstmuseum Thurgau seit der Mitte der 1990er Jahre über ein digitales Inventarisierungssystem und gut organisierte Lager- und Archivräume.
1963 wurde die «Kommission zur Förderung der bildenden Kunst» geschaffen und damit begann eine gezielte Sammeltätigkeit. Nationalrat Ernst Mühlemann war von 1959 bis 1979 Präsident der Thurgauischen Kunstgesellschaft und trieb die Gründung eines Kunstmuseums in seinem Heimatkanton voran. Er half auch mit, rund um Adolf Dietrich eine internationale Sammlung naiver Kunst aufzubauen. Eine Spende der Thurgauer Kantonalbank 1971 anlässlich ihres hundertjährigen Bestehens machte die Eröffnung eines Kunstmuseums an der Ringstrasse 16 in Frauenfeld möglich. Heute befindet sich die Denkmalpflege des Kantons Thurgau in diesem Haus.

## Sammlung
1981 kuratierte der damalige Leiter des Museums, Heinrich Ammann, in Singen (Hohentwiel) eine Ausstellung, in der er neben zeitgenössischer Kunst die fünf wichtigsten Vertreter des Kunstschaffens im Kanton Thurgau vorstellte: Adolf Dietrich, Hans Brühlmann, Helen Dahm, Carl Roesch und Ignaz Epper.
1983 konnte das Kunstmuseum Thurgau in modernen Museumsräumen der Kartause Ittingen eröffnet werden. Die fünf oben genannten Maler sowie Ernst Kreidolf erhielten je eine Klause für ihre Werke, die moderneren Werke teilten sich den langen Gang entlang der Klausen.
In den 1990er Jahren wurde die strikte Sammlung von internationalen Naiven erweitert. Seither finden sich in der Sammlung des Kunstmuseums Thurgau auch namhafte Werke der Aussenseiterkunst, die neben den Naiven auch die Art brut oder das Schaffen von «Lebenskunstwerken» umfasst. Im Leitbild von 1993 wurde die Beschränkung auf Ankäufe von Künstlern aus der Region Bodensee aufgegeben. Seither werden neben Werken regionaler Künstler auch Werke von international bedeutenden Künstlern angekauft, deren Kunstwerke einen engen Bezug zum Ort des Museums aufweisen.
Dazu sind zwei Beispiele aus den letzten Jahren der Scheiterturm von Tadashi Kawamata sowie zwei Werke von Joseph Kosuth: «Die verstummte Bibliothek» im ehemaligen Weinkeller der Kartause so wie die Inschrift eines Zitats von Friedrich Nietzsche an der Fassade des Museums: «Denn nur als ästhestisches Phänomen ist das Dasein und die Welt ewig gerechtfertigt». Weiter zu nennen ist hier die Audioarbeit von Janet Cardiff «Ittingen Walk».
Von 1992 bis 2023 war Markus Landert Direktor sowohl des Ittinger Museums wie auch des Kunstmuseums Thurgau in der Kartause Ittingen.
Seit Oktober 2023 leitet Peter Stohler die beiden Museen.
Es ist ein Erweiterungsbau des Kunstmuseums geplant.

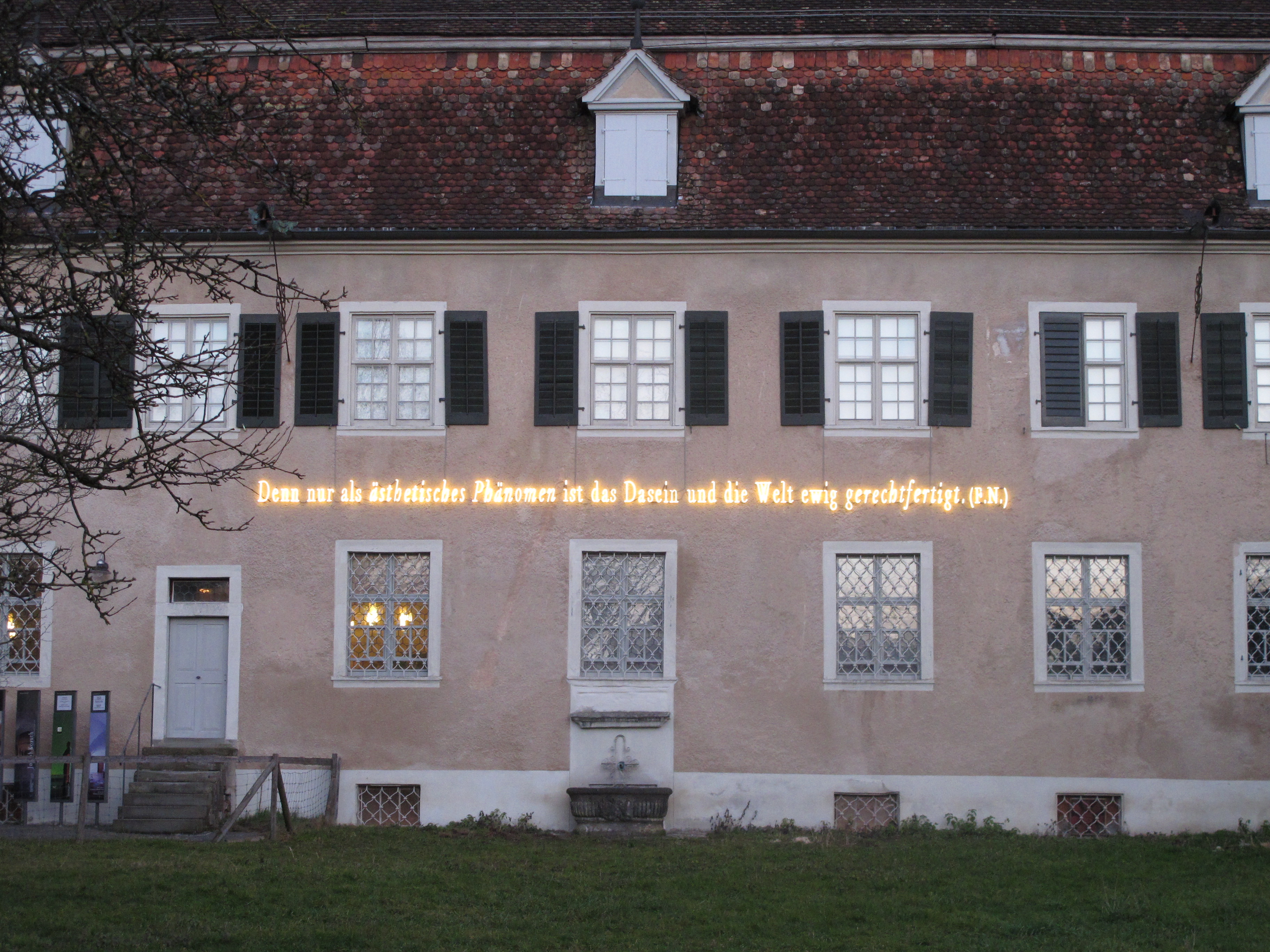
Joseph Kosuth: Fassade des Kunstmuseums Thurgau
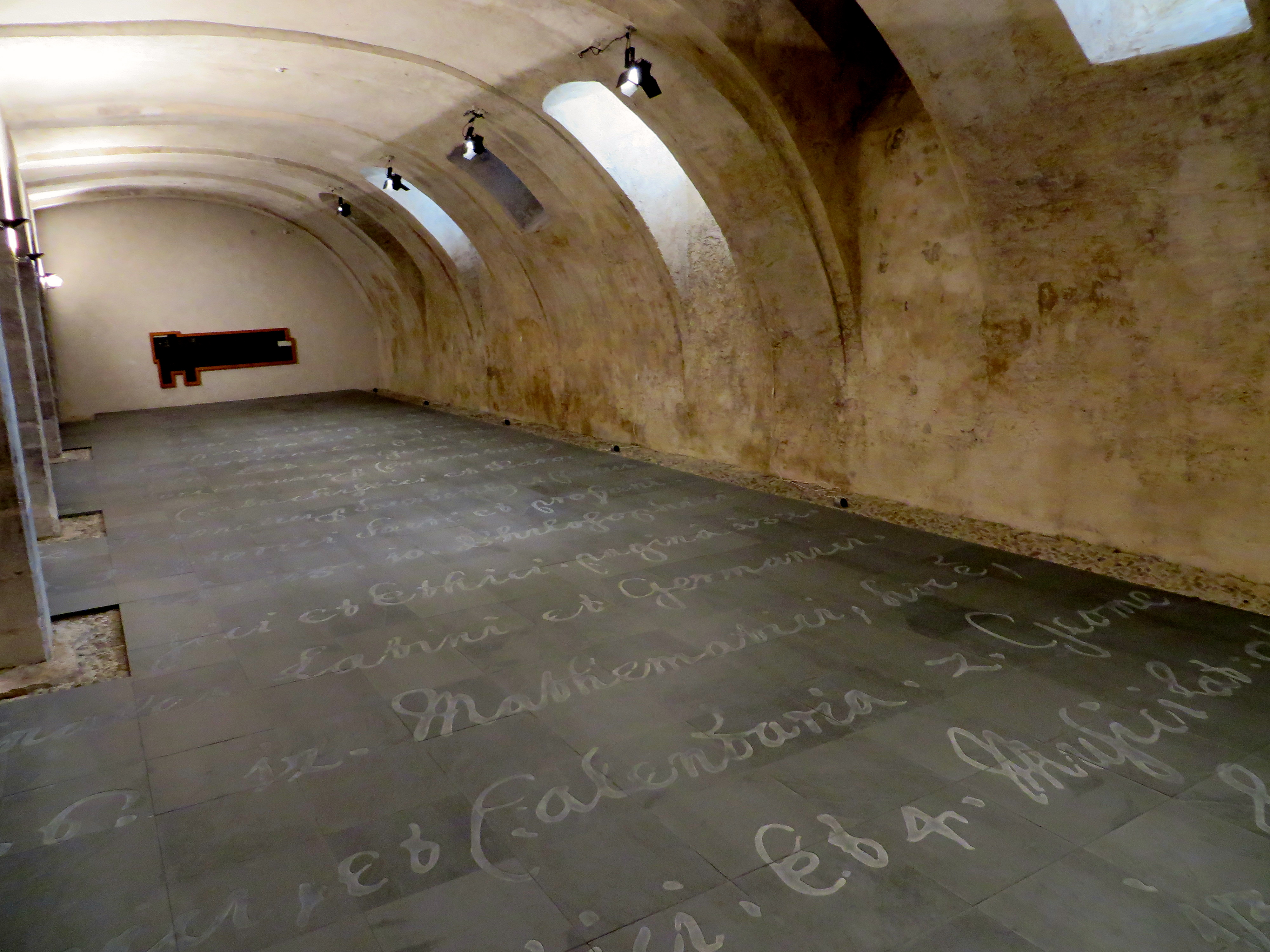
Joseph Kosuth: «Eine verstummte Bibliothek»
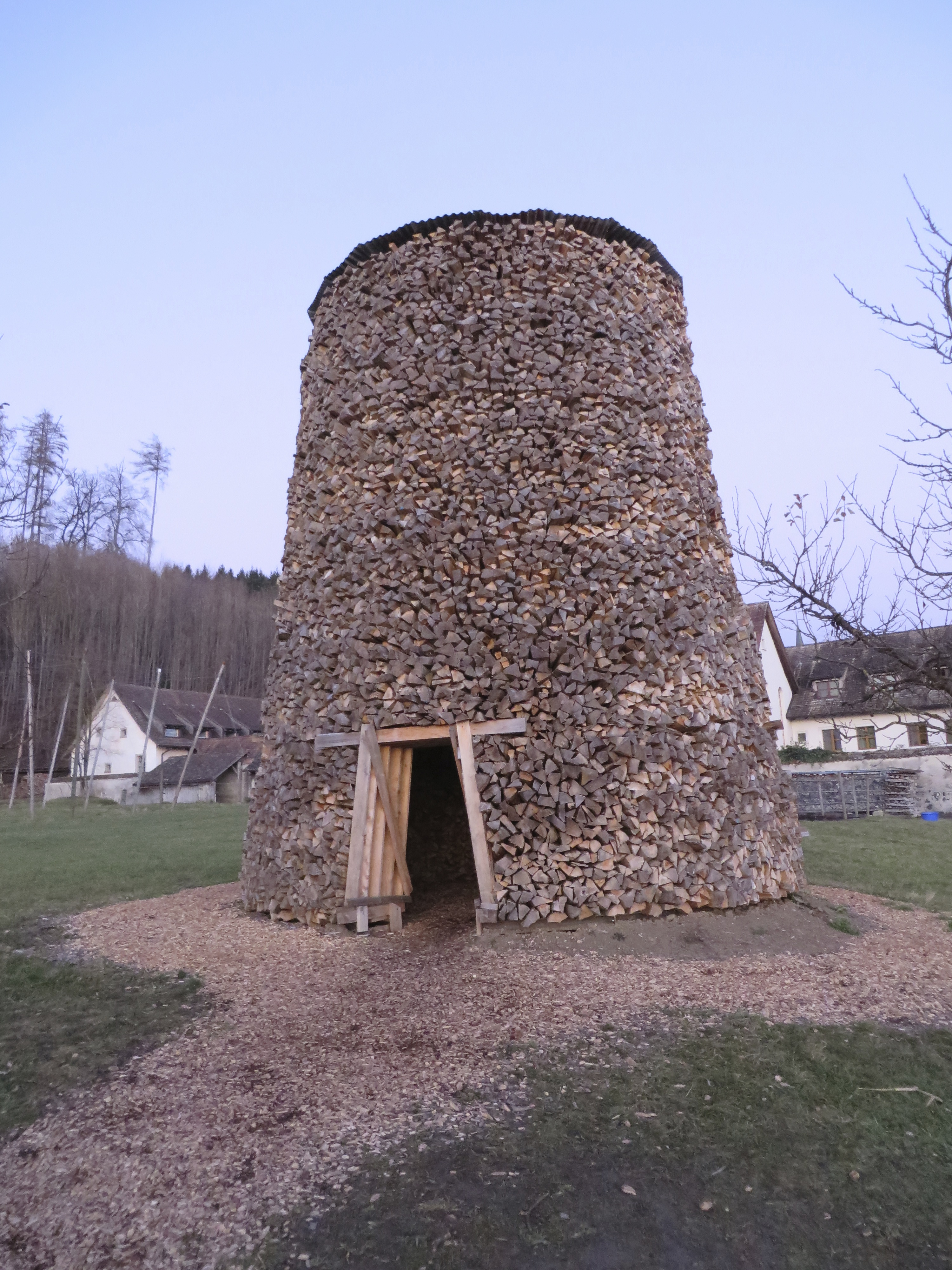
Tadashi Kawamata: «Scheiterturm»
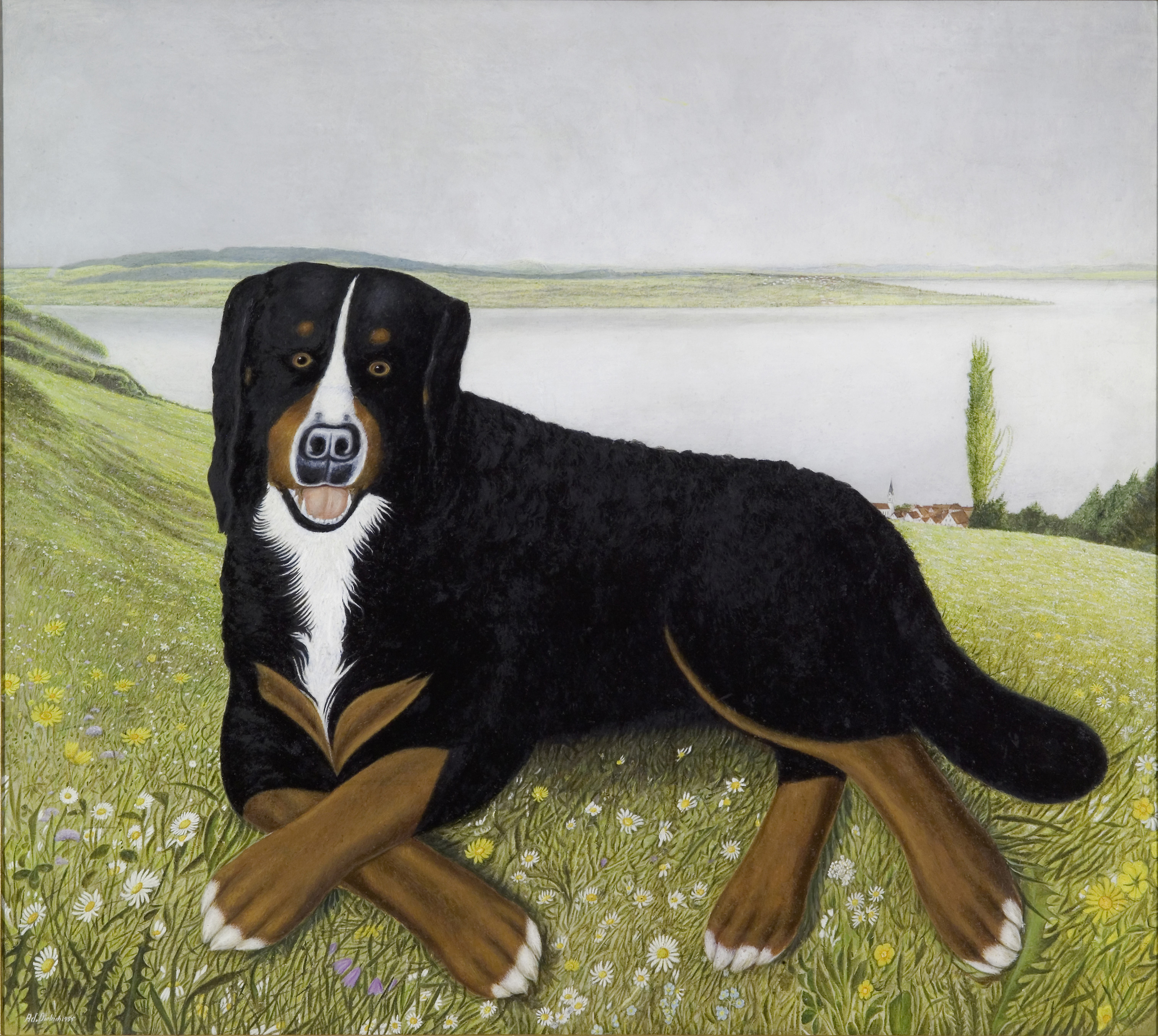
Adolf Dietrich: «Balbo, auf der Wiese liegend»
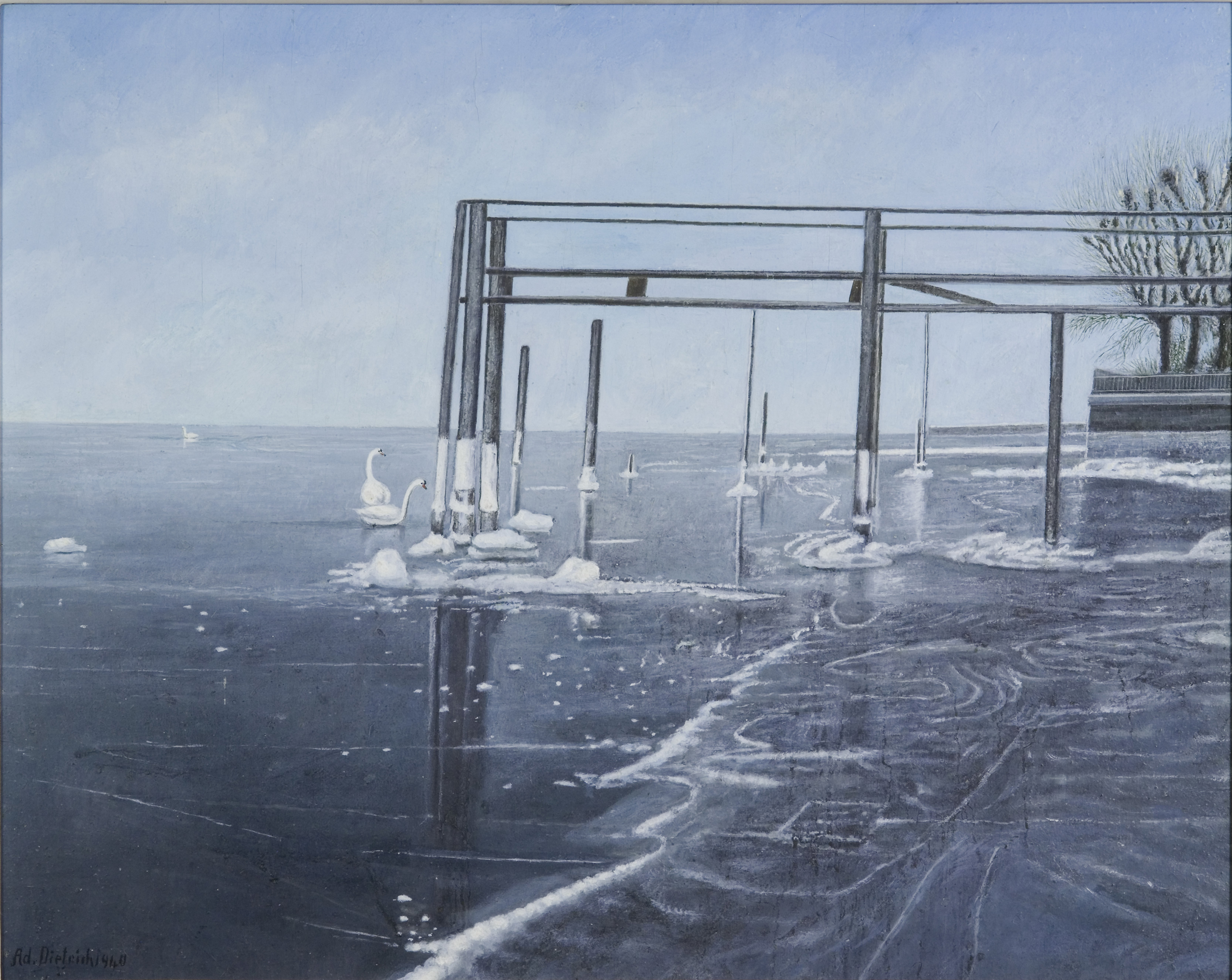
Adolf Dietrich: «Schiffsteg im Winter»
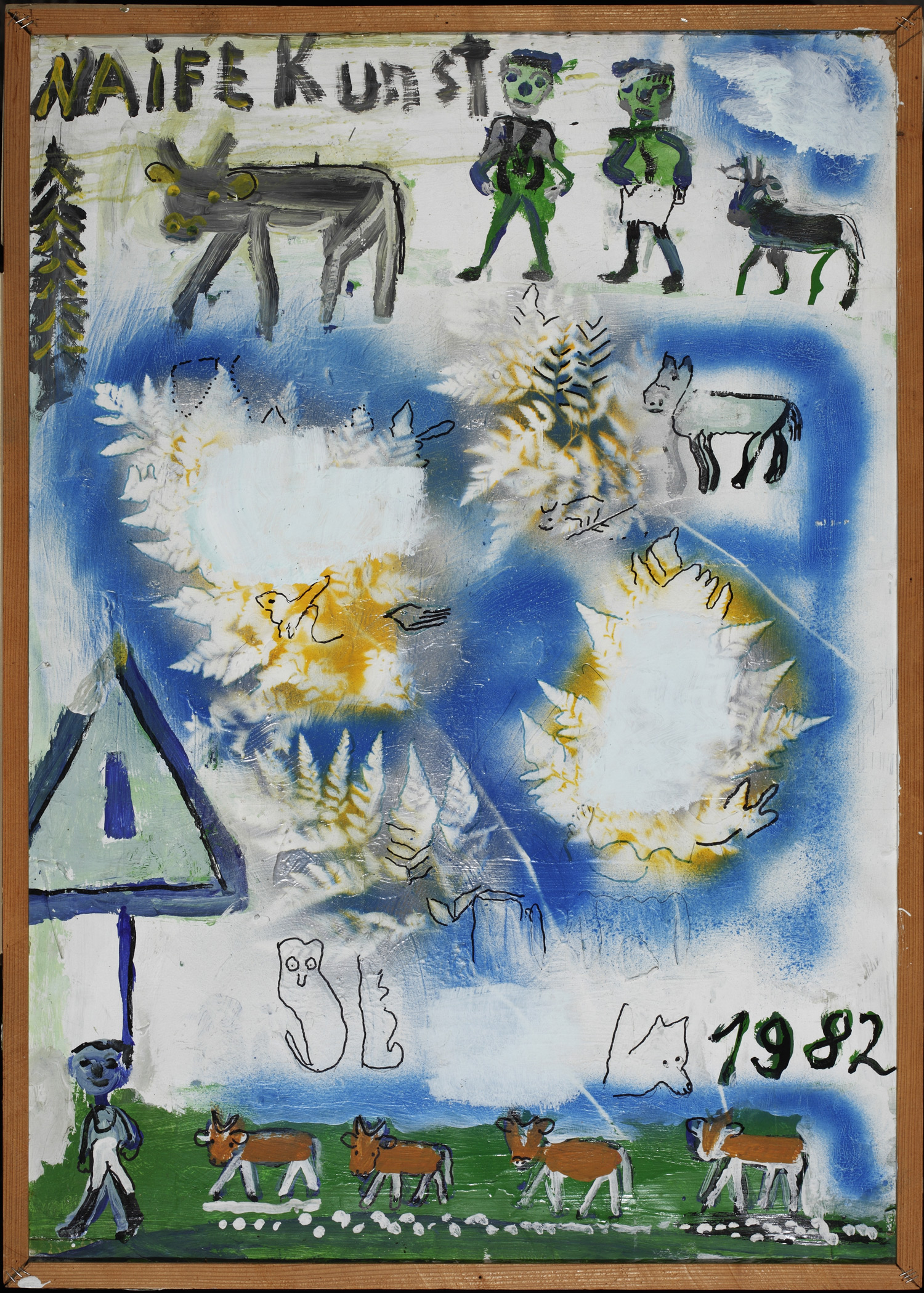
Hans Krüsi: «Naife Kunst»
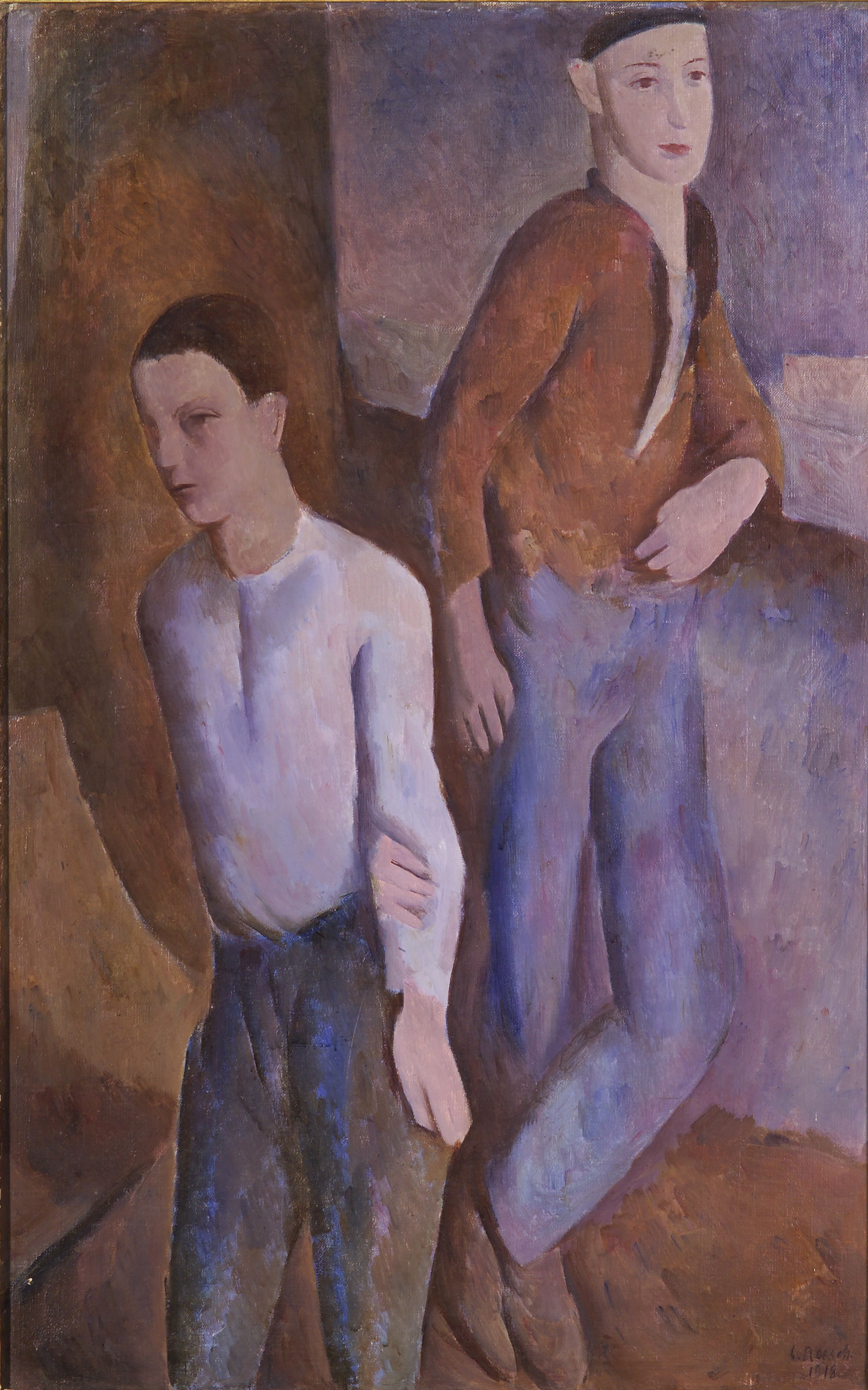
Carl Roesch: «Zwei Knaben»
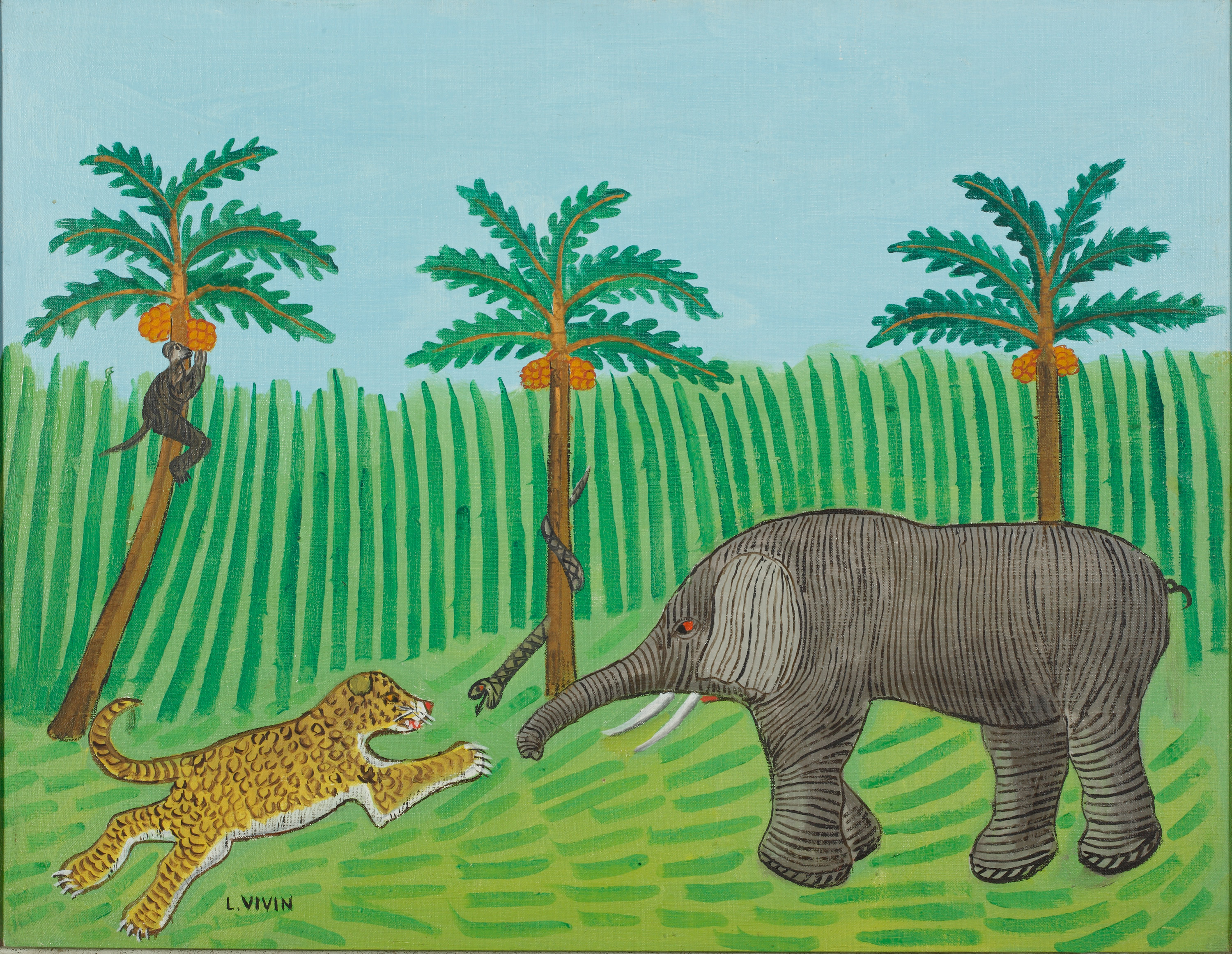
Louis Vivin: «Jungle»
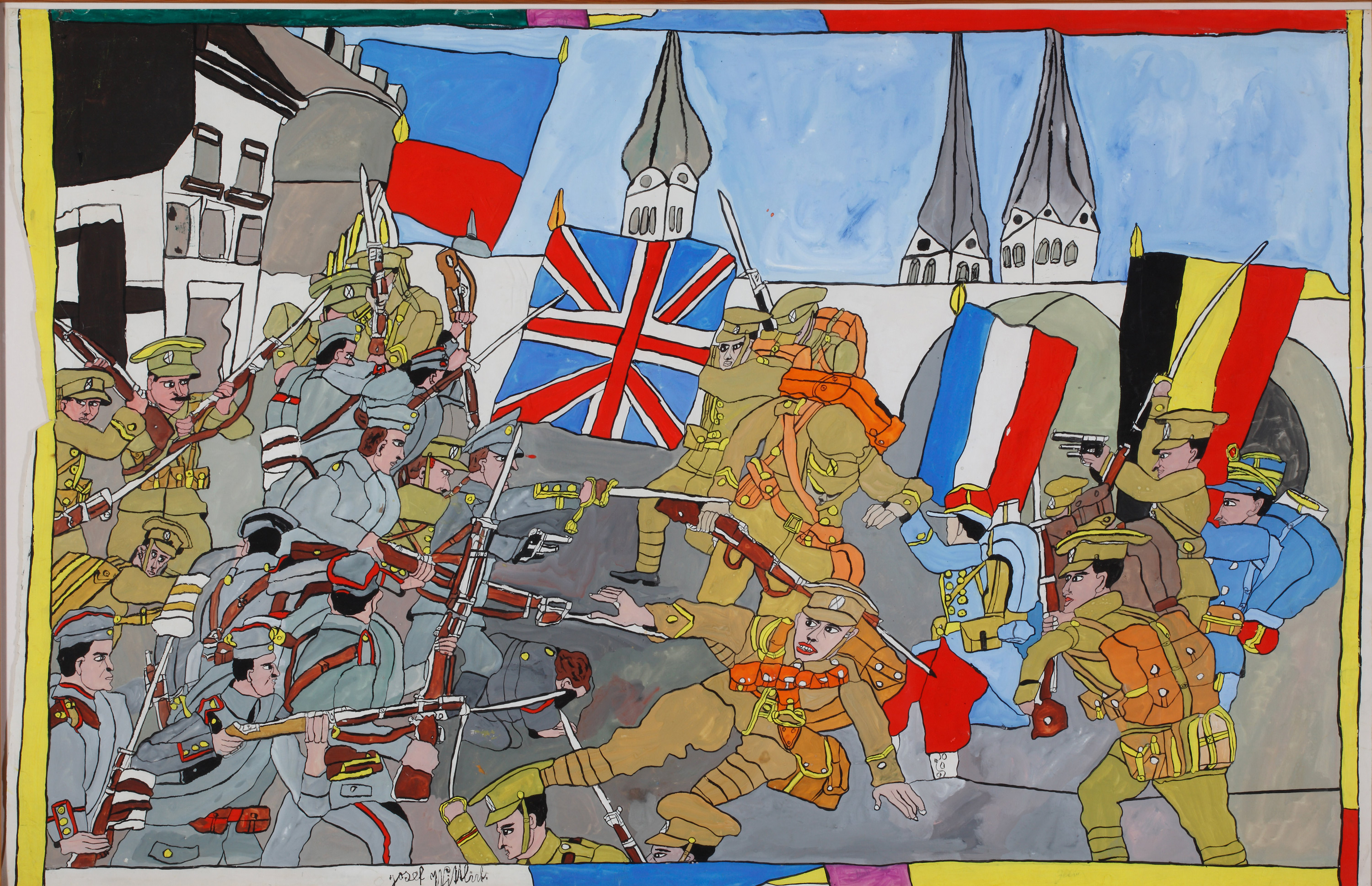
Josef Wittlich: «Ohne Titel (Schlachtszene)»